# Caran d'Ache (bedrijf)

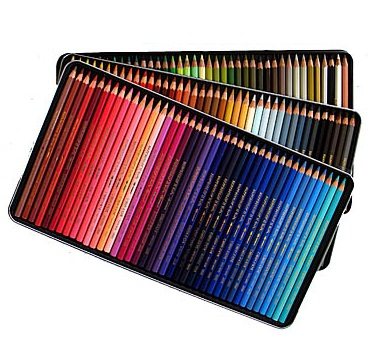
Caran d'Ache aquarelpotloden

Caran d'Ache is een Zwitserse producent van hoogwaardige schrijfinstrumenten (zoals potloden en pennen), kunstbenodigdheden en -accessoires. In de kunstwereld is het bedrijf gekomen met het revolutionaire idee om potloden te ontwikkelen waarvan de kleuringen wateroplosbaar zijn.   

## Geschiedenis
- In 1915 kocht Arnold Schweitzer de potlodenfabriek "Ecridor" in het hartje van Genève op.
- Caran d'Ache werd officieel opgericht in 1924 in Genève. Schweitzer noemde zijn bedrijf naar Caran d'Ache, het pseudoniem van de indertijd bekende Franse satirische politieke tekenaar Emmanuel Poiré die uit Rusland geëmigreerd was (karandasj betekent potlood in het Russisch). De manier waarop deze Poiré zijn tekeningen signeerde met "Caran D'ache" werd lange tijd gebruikt als logo voor het bedrijf.
- In 1929 vond Carl Schmid de Fixpencil (een van de eerste vulpotloden) uit, waarvan de naam door Caran d'Ache als handelsmerk vastgelegd werd.
- In 1931 introduceerde Caran d'Ache de "prisma" aquarelpotloden.
- In 1952 bracht Caran d'Ache het "waspotlood" op de markt.
- In 1974 verhuisde de fabriek uit het centrum van Genève naar een nieuw gebouw op het complex Thônex in Genève.